# Hufiec ZHP Poznań-Rejon
Hufiec ZHP Poznań-Rejon im. Szarych Szeregów – terytorialna wspólnota gromad, drużyn, kręgów i innych jednostek harcerskich Związku Harcerstwa Polskiego. Działa na części terenu powiatu poznańskiego i powiatu wrzesińskiego w ramach Chorągwi Wielkopolskiej ZHP.
Początki działania hufca sięgają roku 1933.
Od 1972 bohaterem hufca są Szare Szeregi – konspiracyjny Związek Harcerstwa Polskiego w okresie II wojny światowej – w latach 1939-1945.

## Komendanci
- hm. Kazimierz Grenda (Swarzędz) – styczeń 1933 – sierpień 1939
- okres II wojny światowej – wrzesień 1939 – styczeń 1945
- hm. Zygfryd Musidłowski – luty 1945 – marzec 1946
- phm. Kazimierz Myszkier (Mosina) – marzec 1946 – wrzesień 1947
- phm. Kazimierz Siejak – wrzesień 1947 – październik 1947
- phm. Alfons Szczygielski – październik 1947 – grudzień 1947
- phm. Mieczysław Konieczny (Mosina) – styczeń 1948 – grudzień 1949
- phm. Leonard Walony – styczeń 1957 – grudzień 1957
- okres działania Hufca Poznań-Powiat-Północ i Hufca Poznań-Powiat-Południe – 1958-1959
- hm. Zdzisław Wieczorek (Puszczykowo) – 1960-1975
- okres funkcjonowania hufców gminnych – 1975-1993
- hm. Zdzisław Wieczorek (Puszczykowo) – listopad 1993 – październik 1997
- hm. Grażyna Orpińska (Kobylnica) – październik 1997 – grudzień 2003
- phm. Przemysław Śnieciński (Pobiedziska) – grudzień 2003 – listopad 2011
- phm. Dariusz Sokołowski (Buk) – listopad 2011 – 11 czerwca 2013
- phm. Przemysław Gładysiak (Komorniki) – od 11 czerwca 2013 (p.o. komendanta hufca w okresie od 11 czerwca do 16 listopada 2013)[1]- listopad 2023
- hm. Bartosz Wilczek (Luboń Żabikowo) - listopad 2023 - teraz

## Środowiska
Hufiec tworzy 10 środowisk:
- Szczep ZHP Dopiewo im. Powstańców Wielkopolskich
  - działa na terenie gminy Dopiewo
  - komendantka szczepu: hm. Irena Jóźwiak
- Ośrodek ZHP Kobylnica
  - działa na terenie wsi Kobylnica w gminie Swarzędz
  - komendantka ośrodka: hm. Grażyna Orpińska
- Ośrodek ZHP Komorniki „Róża Wiatrów” 
  - działa na terenie gminy Komorniki
  - komendantka ośrodka: phm. Monika Wujczak
- Szczep ZHP Luboń–Lasek
  - działa na terenie Lasku w Luboniu
  - komendant szczepu: phm. Michalina Karnicka
- Szczep ZHP Luboń–Żabikowo im. hm. Kazimierza Grendy
  - działa na terenie Żabikowa w Luboniu
  - komendantka szczepu: phm. Natalia Troszczyńska
- Szczep ZHP Miłosław „Niepokonani”
  - działa na terenie miasta i gminy Miłosław
  - komendant szczepu: phm. Zbigniew Wlazło
- Ośrodek ZHP Nekla im. hm. Gerarda Linke „Watra”
  - działa na terenie miasta i gminy Nekla
  - komendantka ośrodka: pwd. Weronika Kubisiak
- Ośrodek ZHP Puszczykowo im. Franciszka Żwirki i Stanisława Wigury
  - działa na terenie miasta Puszczykowa
  - komendantka ośrodka: pwd. Oliwia Bączyk
- Harcerski Klub Turystyczny „Azymut” w Swarzędzu
  - działa na terenie miasta Swarzędza
  - harcerski klub specjalnościowy
  - prezes klubu: hm. Rafał M. Socha

## Dawne środowiska
- Ośrodek ZHP Mosina im. Bolesława Chrobrego
  - działał na terenie miasta i gminy Mosina, przekształcony w 2017 w samodzielny Hufiec ZHP Mosina
  - w skład ośrodka wchodził Szczep Środowiskowy „Watra” im. hm. Doroty Lisek w Mosinie i Szczep Środowiskowy „Wilki” im. hm. Mieczysława Koniecznego w Mosinie
- Ośrodek ZHP Września im. Dzieci Wrzesińskich
  - działał na terenie miasta i gminy Września, przekształcony w 2011 w samodzielny Hufiec ZHP Września
- Ośrodek ZHP Pobiedziska
  - działał na terenie miasta i gminy Pobiedziska, rozwiązany w 2017 ze względu na brak minimalnej liczby jednostek
- Ośrodek ZHP Buk im. Kosynierów Bukowskich
  - działał na terenie miasta i gminy Buk, przeniesiony w 2020 do Hufca ZHP Nowy Tomyśl
- Szczep ZHP Stęszew
  - działał na terenie miasta i gminy Stęszew, przeniesiony w 2020 do Hufca ZHP Nowy Tomyśl
- Ośrodek ZHP Luboń
  - działał na terenie miasta Lubonia (obecnie rozdzielony na 2 szczepy: Żabikowo i Luboń-Lasek